# Kamrup (district)
Kamrup is een district van de Indiase staat Assam. Na de census van 2001 is het zuidoostelijke deel van het district met de stad Guwahati afgesplitst onder de naam Kamrup Metropolitan. Sindsdien wordt het overgebleven deel van Kamrup ook soms "Kamrup Rural" genoemd. Beide districten telde in 2001 samen 2.515.030 inwoners en hadden een oppervlakte van 4345 km². De hoofdstad van Kamrup is echter nog wel Guwahati, ondanks dat het niet meer onderdeel uitmaakt van het territorium van het district.
De naam komt van het historische koninkrijk Kamarupa.